# マイクロキャビン
株式会社マイクロキャビン（MICROCABIN CORPORATION）は、日本の三重県四日市市に本社を置くアミューズメント用ソフトウェアの企画・開発会社。円谷フィールズホールディングス株式会社の完全子会社。かつてはコンピュータゲームの開発も行っていた。

## 概要
創業者の大矢知直登により、1981年11月27日にパソコンショップ・パソコン教室「マイクロキャビン四日市」として創業し、翌年11月に株式会社（資本金1,000万円）として設立。
1980年代から1990年代前半まではパーソナルコンピュータ向けにゲーム開発を行っていた。1980年代は『は〜りぃふぉっくす』などのアドベンチャーゲームを中心に開発し、1990年代に入ると『サーク』シリーズや『幻影都市』などのロールプレイングゲームを中心に開発していた。1990年代後半からは家庭用ゲーム機向けにも開発を進め、『リグロードサーガ』や『ソードアンドソーサリー』、『マリオネットカンパニー』シリーズなどを手がけた。
1999年2月時点での資本金は1億8,793万円。
しかし、開発費の高さからスーパーファミコンへの参入を見送ってパソコン向けゲームソフトの開発を続ける、次世代ゲーム機ではPlayStation陣営ではなくセガサターン陣営につく、経費がかかる自社開発からOEMにシフトするといった経営判断の結果、優秀な人材が集まりにくくなり、知名度や売上が低下した。セガサターン陣営についたことを、大矢知は後年に「結果論だが、乗る船を間違えた」と語っている。
松下電器からパチンコ用の液晶制御ボードのソフトウェア開発を受託したことを機に、2000年代に入ってからはパチンコ液晶表示ソフトの開発が中心となっている。2001年2月に資本金を2億2,793万円に増資してJASDAQへの店頭公開を目指したが、店頭公開した場合に維持していく困難を危惧するようになると、会社を安定して存続させるために方針転換し、優良企業との共存の道を選択した。
2008年5月9日、AQインタラクティブの100％子会社となり、2011年1月14日に株式の85%がフィールズ（現：円谷フィールズホールディングス）に譲渡され、その後に残りの株式もすべて譲渡された結果、円谷フィールズホールディングスの100%子会社となった。
2014年12月1日、資本金を1000万円に減資した。
2024年現在はアニメ制作にも協力するかたちで参入しており、エイトビットの作品（『ゆるキャン△ SEASON3』、『転生したらスライムだった件（第3期）』）などにクレジットされている。

## 主なゲーム作品
- 忍者くん
- ギャルッぽクラブ キャンパス編
- ミステリーハウス　PC-8001mkII用
- ドリームランド　PC-8001mkII用
- カーマイン
- セイレーン
- は〜りぃふぉっくすシリーズ
  - は〜りぃふぉっくす
  - は〜りぃふぉっくす雪の魔王編
- 英雄伝説サーガ
- めぞん一刻
- めぞん一刻 〜想いでのフォトグラフ〜
- めぞん一刻完結篇 〜さよなら、そして……〜
- うる星やつら （PC版）
- ホワッツマイケル
- きまぐれオレンジ☆ロード
- みつばち学園
- ブラッド・ギア
- サークシリーズ
  - サーク
  - サークII
  - フレイ
  - Xak - ガゼルの塔 -
  - サークIII
- The Tower(?) of CABIN ～キャビンパニック～
- 幻影都市
- エルムナイト
- ミスティックフォーミュラ
- 英雄志願
- マリオネットカンパニーシリーズ
- リグロードサーガ（セガサターン）
  - リグロードサーガ2
- ソードアンドソーサリー（3DO,セガサターン）
- パワーズキングダム / Guardian War （3DO）
- 虚空漂流ニルゲンツ(PC-FX)
- タコのマリネ（ドリームキャスト）
- 紺碧の艦隊シリーズ（開発。企画・発売は作品ごとに異なる）
- 鋼鉄の咆哮シリーズ （注：企画・開発。発売元はコーエー）

その他、1989年「ファイナルファンタジー」のMSX版や、1990年「大戦略」のMSX版・PCエンジン版など、他社制作ゲームの機種移植も手掛けている。

## 制作に関与した主なパチンコ機
（いずれもニューギン）
- CR花の慶次-雲の彼方に-
- CR新大江戸日記

## 在籍していた主なクリエイター
- 笹井隆司 - 『サーク』『サークII』作曲担当
- 新田忠弘 - 『サーク』『サークII』『フレイ』『鋼鉄の咆哮』（2、3）作曲担当
- 瓜田幸治 - 『幻影都市』『サークIII』等の作曲担当 『鋼鉄の咆哮』効果音担当
- 福田康文 - 『幻影都市』『エルムナイト』『鋼鉄の咆哮』（1）等の作曲担当
- 中北晃二（百鬼丸） - 『幻影都市』『サークIII』等のキャラクターデザイン担当
- HidyBoy（柳島秀行） - 『セイレーン』『サーク』『サークII』『エルムナイト』等のキャラクター、メカのデザインと作画担当
- 石川慎二 - 『鋼鉄の咆哮』シリーズ原作者・ディレクター、『紺碧の艦隊2』シリーズ　ディレクター、艦船設計システム『HLG』システム考案・設計者